# 渡部アキ
渡部 アキ（わたなべ あき、1986年3月6日 - ）は、日本の女優、タレント、ダンサー、キャットファイター、レシピライターである。長崎県南島原市出身、東京都在住。

## 人物
- 多趣味。ドラえもんが大好きで、その知識も豊富。料理や絵を描くことも得意である。
- 特技は、ダンス（バレエ・ジャズ・日本舞踊・タップ・阿波踊り）、書道（日本習字高等科師範免許）、歌、殺陣（アクション）、絵（イラスト・CG・デッサン）、ドラえもん知識。
- 好きな食べ物は、辛いもの、タイ料理、鍋物、キャベツ。嫌いな食べ物は無し。
- 嫌いな物は、虫と寒いの（冬）。
- お料理タレント（ジュニア野菜ソムリエ/料理検定2級/フードコーディネーター）だが、調理師免許は未取得[3]。
- 尊敬する人は藤子・F・不二雄。

## 来歴
- 2005年から2008年まで女性3人のタップダンスチーム「PEPITA」の一員として、様々なステージやイベントで活動。現在、女優やタレントとしても活動している。

2010年
- 10月22日より、22時から「Akitchen」を配信開始。以後、毎週木曜日22時より配信。

2012年
- 4月より、毎月15日に月刊Akitchenを発行。2016年6月号をもって終了。
- 同年より、キャットファイターとして活動している。（直近、2013年8月10日）

2013年
- 6月20日 デビューシングル「悲しみをふり切って-Midnight Cruising-」配信開始。

2014年
- 2月1日 リミックスシングル「Midnight Cruising Over the Sadness (feat. the universal soul)」配信開始。
- 7月 NEWオフィシャルウェブサイトOPEN。

2017年
- 2月 一般男性との結婚を発表[4]。
- 9月 妊娠を発表し、2017年10月末でAkitchenの1stシーズン[5] 配信終了を発表した。

2018年
- 1月22日 女児を出産[6]

2019年
- 9月 「Akitchen☆2ndシーズン」をスタートさせた。[7]

2020年
- 10月 Akitchen☆ 10周年記念としてグッズ制作、新型コロナ拡大防止のためゲストを招いての配信ができなくなり、同月29日の配信をもって一時休止とした。

2021年
- クックパッドアンバサダー2021に就任。

2022年
- クックパッドアンバサダー2022に就任。

2023年
- 7月 「Akitchen☆2ndシーズン」をリスタートさせた。
- クックパッドアンバサダー2023就任。

2024年
- クックパッドアンバサダー2024就任。

## 出演作品

### TV
- TBS 愛の劇場「スイート10〜最後の恋人〜」
- テレビ東京（TX）「のぞき屋」第2話 OL役
- 東京MXTV「「ここはグリーン・ウッド」
- 東京MXTV「東京ゴーストトリップ」おっかけギャル役
- 日本テレビ「行列のできる法律相談所」再現VTR
- フジテレビ「Dのゲキジョー」再現VTR　Mr.マリック編
- TBS「踊る!さんま御殿!!」再現VTR
- フジテレビ「メントレG」 CX「独占！金曜日の告白」
- TBS「21世紀エジソン」-見た目でジャッジ-
- 日本テレビ「LQ〜女をアゲる30分〜」
- 日本テレビ「ザ!世界仰天ニュース」
- テレビ朝日「情報整理バラエティ ウソバスター」
- フジテレビ「シンドラ集合住宅の恐怖」（2014年3月15日 01:05）

### CM
- アピタ・ユニー 「イイこと。プラス」エコ通勤編 OL役
- 「ダイワハウス」
- 明治安田生命「MYライフプランアドバイザー物語」シリーズ
- ショップチャンネル （2013年、キングジム マスキングテーププリンター「こはる」）
- 農心ジャパン （2014年、辛ラーメンアレンジレシピ監修）

### PV
- 坂詰美紗子「恋の誕生日」
- ET-KING「晴レルヤ」
- Artstyle「CHAIN-絆-」

### 映画
- 01-FILM 『SWORD CRAZY』(須藤裕一監督)
- STROBO FACTORY 60秒シネマ『叩いて石橋』（菅野美帆監督）
- 『世界は私のためにある』(岩城武彦監督)
- LAMIA Project『Monochrome モノクローム』（松本 了監督）
- Gutter Film『リペアー』（新田憲太郎監督）
- 短編映画『たなばた』（大杉聖児監督）
- 藍勇事務所『雑踏の十字架』（藍勇監督）早乙女さつき役
- BlackIndieノミネート FREEDOM7『お笑いウォーターガール』（雨宮翔監督）春日由美子役

### 雑誌
- 学研FYTTE(2009年3月号・5月号)
- クックパッドプラス2021年秋号(扶桑社)
- クックパッドプラス2024年秋号(扶桑社)
- クックパッドの「おにぎりとみそ汁」で体と心を整える(扶桑社)
- SUUMOマガジン「人気レシピと技ありキッチン」(2024年リクルート)
- もっぱらしまばらVol.131「渡部アキさんをご存知ですか？」

### WEB
- 勝手広告「免許ひろば」「電子タバコTaeco」webにて配信
- グラビアサイト「Girls*like*you」グラビア出演
- webTV nakano@ddress バラエティトーク番組「漫画DE妄想CH」 - ゲスト
- USTREAM 「女子カフェトーク！」生放送ゲスト出演
- ビューティ・ファッション等女のコのための総合サイト「PEACHDROPS（ピーチドロップス）」WEBメイクモデル
- USTREAM 毎週木曜日よる10時〜「渡部アキのAkitchen☆」 お料理ライブ配信
- USTREAM大賞2012 第3位受賞！
- USTREAM大賞2013 第6位受賞！
- アキッチン 料理動画配信とUstream 映像作家成富紀之のドキュメンタリー動画

### Akitchen☆
2010年10月から2017年10月までを1stシーズン、2019年9月からを2ndシーズンとしているライブ配信サービスを用いてほぼ毎週配信 している視聴者参加型のお料理トークバラエティー番組である。
配信場所は賃貸アパートの台所で、アキッチンスタジオと呼ばれ、1stシーズン配信期間中は4回転居したため、それぞれ第1スタジオ - 第4スタジオと個別に呼ばれた。2ndシーズンは第5スタジオからとなった。2ndシーズンはゲストを招いての配信を基本としていたが、新型コロナウイルス感染拡大防止のため2020年4月よりゲストなしの配信を続けいていた。10周年の区切りとなる同年10月末をもって一時配信休止とした。
配信は、Ustream、ツイキャス、Fresh!などを利用し、UstreamとツイキャスまたはFresh!とツイキャスというように、複数のサービスで同時配信し、アーカイブはYOUTUBEのみで公開される。
挨拶・料理の概要、視聴者からの投稿の紹介などを行いつつ料理を作るもので、時折ゲストを招いての配信もあった。
レンタルスペース等で視聴者参加型のオフ会パーティーを何度か開催した。
手作り菓子や実家から送られた島原素麺などを抽選して視聴者へプレゼントする企画も時々あった。
この番組配信で「アキ語録」が生まれた。

### ラジオ
- FMサルース「Smile Life Style」- ゲスト
- FMしまばら「Hacceyのカラフルハーモニー」アシスタントMC(2021年〜)

### 舞台（Act）
- LONDON BLUEプロデュースミュージカル　電波少年トキワ荘 岩谷将作・演出
- 「GOGO!東京電波ガールズ〜恋する南亀有少女歌劇団〜」＜かめありリリオホール＞
- 志道塾プロデュース　殺陣活劇「魂の剣」主演:くの一小萩役＜東京芸術劇場＞
- 山下幼稚宴「Miracle Angels -君に天使を-」天使『笑顔』役 ＜相鉄本多劇場＞
- 山下幼稚宴「ミュージカルコメディ『西遊記R』」順風耳役 ＜相鉄本多劇場＞（2013年12月12日〜17日）

### 舞台（Dance）
- StudioD2プロデュース「Stage of Steps」「Stage of Steps2」「Stage of Steps5」
- タップチームPEPITA主催ダンスステージ「AsianGypsy」（2005年）「紫の音」（2006年）「待てど暮らせどあかね色」（2007年）
- 「ムーランピンク」（2008年）
- 「Yellowbird＆7th Clover」コラボレーションライブ
- お笑い＆ダンスライブ「Fancy*Toilet」ゲストダンサーとして出演
- イベント「わ'n Night Heaven-異種芸能祭！-」ゲストダンサーとして出演＜渋谷VUENOS＞
- ☆estrellas☆（エストレージャス）ダンスイベント（2012年6月10日、12月23日）

### Event/Show
- タップチーム『PEPITA』の一員として様々なショー、ステージに多数出演
- P.C.M主催イベント「ちょこっとストリートin AKIHABARA」に出演。秋葉原にて路上ゲリラライブを行う
- 携帯会社auイベント「au CS AWARDS 2007」女子高生・OL二役にて全国9ヶ所ツアー
- 携帯会社auイベント「au CS AWARDS 2008」全国9ヶ所ツアー
- その他、各イベントMC、キャラクターショー、ヒーローショーなども多数出演

### その他
- 経済ニュースサイト「Kluk View（クルークビュー）」レギュラーナレーター
- 東映『特捜戦隊デカレンジャー』 キャラクターショーアフレコ　デカピンク（モモコ）役
- テレビ朝日アニメ『ふたりはプリキュア』 プリキュアキッズ ダンス振り付け
- NTTdocomo　企業用VP
- ファミリーマート 企業用VP

## 発売作品

### 配信
- 『悲しみをふり切って-Midnight Cruising-』（2013年）
- 『Midnight Cruising Over the Sadness (feat. the universal soul)』（2014年）

### CD
- 『Akitchen☆　Ustream Theme Songs』（2012年、WADkoubou）

### DVD
- 『実録ドキュメント893THE暴走族レディース貴女編』（2009年、GPミュージアムスタジオ）
- 『最凶バッドガールズ 流血全面抗争』（2011年、シネマファスト）
- 『渡部アキ　PhoteDVD In Your Room』（2011年、WAD desigh stelier）
- 『第1回 シャイニングトーナメント 第1&第2 試合』（2012年、Pink Cafe Au Lait（ピンクカフェ・オレ））
- 『第1回 シャイニングトーナメント準決勝第1試合』（2012年、Pink Cafe Au Lait（ピンクカフェ・オレ））
- 『第1回 シャイニングトーナメント 3位決定戦』（2012年、Pink Cafe Au Lait（ピンクカフェ・オレ））
- 『第1回 シャイニングトーナメント バックステージエピソード02』（2012年、Pink Cafe Au Lait（ピンクカフェ・オレ））
- 『ファイティングガールズ Volume.4 2012.5.5 QueenOfAkihabara開幕戦』（2012年、ファイティングガールズ）
- 『ファイティングガールズ Volume.5 2012.8.11 QueenOfAkihabara準決勝』（2012年、ファイティングガールズ）
- 『Fighting Girls Volume.8 2013.8.10 Angel vs Devil』（2013年10月11日、ファイティングガールズ）
- 『レッスルビューティースターズX III ネット通販限定盤』（2014年、Pink Cafe Au Lait（ピンクカフェ・オレ））

### グッズ
- 『Akitchen☆のオリジナルエプロン＆Tシャツ』（2011年）
- 『Akitchen☆Ustream大賞2012第3位記念グッズ！』（2013年）
- 『Akitchen☆が300回＆6周年グッズ』（2016年）
- 『Akitchen☆7周年記念＆ファイナルグッズ』（2017年）

## アキ語録
| おざっす！                          | おはようの意味 | 例：おざっす！ 寝坊した！                                                                                |
| こざっす！                          | こんにちはの意味 | 例：こざっす！ 二度寝した！                                                                              |
| こばっす！                          | こんばんはの意味 | 例：こばっす！ そろそろ眠い！                                                                            |
| えあーん                            | 「エア」で「あーん」すること。料理が出来上がったあとに視聴者にむけてカメラに料理を近づける行為で言う台詞               | |
| あきっこ                            | アキッチン視聴者の総称。呼び名だけ決まったものの、全然浸透しないため実質はほとんど使われていない                       | |
| ありまとー                          | ありがとうの意味 | 例：今日は車に轢かれそうなところ助けてくれてありまとー！                                                 |
| おかえりすりす                      | おかえりの意味 | Akitchenの視聴者に対する『いらっしゃいませ』を意味する                                                   |
| いただきまりすりす                  | いただきますの意味 | Akitchenで、料理が完成し視聴者と一緒に、食事をする前の挨拶                                               |
| 美味シャス(うましゃす)              | 美味しいときにいう言葉                                                                                                 | 例：この腐りかけのバナナ、美味シャス！                                                                   |
| 美味そうシャス                      | 美味しそうという意味                                                                                                   | 例：3日食べてないから全てのものが美味そうシャス…。                                                       |
| 嬉シャス（うれしゃす）              | 嬉しいの意味。美味シャスからのアレンジ                                                                                 | 例：地球に生まれて嬉シャス！                                                                             |
| そこそこ                            | 「少々」の意味。時に「適宜」の意味も成す。                                                                             | |
| 簡単・安い・ヘルシー                | 渡部アキの作る料理のテーマ                                                                                             | |
| にゃふーん                          | 「りすりすを探せ！」コーナーの視聴者リクエストで人気になったフレーズ                                                   | |
| おっぱんつ                          | ゲスト回の時に、語呂合わせが良くて人気になったフレーズ。ツイートのあとに付ける。                                       | 例：今日も元気で、おっぱんつ                                                                             |
| じゃすっ                            | じゃあね、の意味。ブログでまれに使われるが配信ではあまり使われることはない。                                           | 例：ではでは、じゃすっ                                                                                   |
| 木曜の22時は〜アキッチーン！キラッ☆ | タイトルコール。配信での最初と最後に主に言う決め台詞的な文句。                                                         | |
| べるかずる                          | Akitchenにおける「寝落ち」の意味。以前、毎回寝落ちしていた視聴者の名前から由来する                                     | |
| りすりす                            | Akitchenのマスコットキャラクター                                                                                       | 渡部アキが小学生のときに考えたリスのキャラクター。人間でいうところの15歳                                 |
| 兄一（あにいち）                    | Akitchenのマスコットキャラクター                                                                                       | 投稿のコーナーから生まれたキャラクターで、性格はドMのいじられたがり。人間でいうところの20歳              |
| Drコッパくん                        | Akitchenのフードプロセッサーの名前                                                                                     | 木っ端微塵にすることから所以する、天真爛漫な男の子のキャラクター                                         |
| マゼニエル・ガガ                    | 凄くうるさい音をだすAkitchenのミキサーの名前 通称ガガ様                                                                | キャラクター設定は、キャリアウーマンのセクシー女性風                                                     |
| まぜっこミキちゃん                  | Akitchenのハンドミキサーの名前                                                                                         | おもにお菓子作りのときに登場する、好奇心旺盛な女の子のキャラクター                                       |
| にゅーまくん                        | Akitchenを配信しているiMAC（パソコン）の名前                                                                           | 寒さが苦手なアキさんとは正反対で、暑さが超苦手                                                           |
| りすりすを探せ！                    | Akitchenのキャラクター『りすりす』を探すというコーナー                                                                 | |
| 工作料理                            | Not「創作料理」。 | 渡部アキが、工作のように組み合わせたり代替したりして料理を作ることが好きだからAkitchenの料理をこう呼ぶ。 |
| つくツイ                            | つくったよツイートの略                                                                                                 | Akitchenで作ったお料理を実際に作ってみたよとメッセージとともに投稿するコーナー                           |
| グッキャプ                          | グッドなキャプチャの略                                                                                                 | Akitchenのナイスなキャプチャをタイトルやイラストなどを付けて投稿していただくコーナー                     |
| かいちゃ絵                          | Akitchenの絵を描いちゃえ！                                                                                             | アキの絵やリスリスの絵など自由に絵を描いて投稿するコーナー                                               |
| 教えて！akipedia                    | 教えたいことや教えて欲しいことを自由に文章で投稿するコーナー                                                           | |
| アキッチンレポ隊                    | Akitchenにまつわるレポートを写真や文章で投稿するコーナー                                                               | アキッチンに関係することならなんでもOK!                                                                  |
| MVP                                 | Akitchenの投稿のコーナーで、ジャンル問わず一番素晴らしかった投稿者に送られる称号                                       | ノベルティなどが貰える                                                                                   |
| アキッチンナンバー                  | 「アキッチンを見ているよ」という証のようなもの。希望者に「大さじ○○（番号）」で送られるナンバー。                       | |
| グライパン                          | フライパンのこと | フライパンを噛み倒してグライパンといったことから所以する                                                 |
| たまたまタニタのタニタイマー        | AkitchenのキッチンタイマーがTANITA製であることからタイマーを使うときに言うセリフ                                       | |
| 茶番（ちゃばん）                    | 渡部アキ発信のアキッチン内企画やコーナーなど、ほぼすべてを指す                                                         | |
| 麦茶イリュージョン                  | Akitchenの配信中飲んでいる麦茶が無くなった時だけ急遽行われる、音楽に乗せて派手に水出し麦茶を作るだけのイリュージョン。 | |
| 箱ワイン                            | 渡部アキの好物。3リットル入りの紙パック製ワイン                                                                        | |
| ハト公園                            | 毎週水曜の「水曜徒歩キャス」で毎回通る公園。渡部アキが勝手に命名。実際の名前は不明                                     | |
| 男山                                | 毎週水曜の「水曜徒歩キャス」で春の時期の「一人花見キャス」の中で買って飲んでいたが全部こぼしてしまった日本酒。         | |